# InStat
InStat es una empresa de análisis de rendimiento deportivo. Fue fundada en Moscú en 2007, y tiene oficinas internacionales y más de 900 representantes de la empresa. Las sedes regionales de la empresa se encuentran en Dublín y Filadelfia.
Los medios que usa InStat en sus productos incluyen el canal deportivo nacional ruso Match TV, Diario AS de España y el holandés Voetbal International. La empresa proporciona ocasionalmente sus análisis a los medios.

## Historia
El director ejecutivo de InStat, Alexander Ivanskiy, comenzó agregando estadísticas de fútbol en una tabla para ayudar a los profesionales del fútbol con datos estadísticos. Se desarrolló hasta el punto en que los analistas desglosaron cada acción en el terreno de juego y luego la agregaron con la ayuda de inteligencia artificial para su estudio a través de informes estadísticos en papel o a través de una plataforma de video electrónico llamada InStat Explorador.
La primera versión de la plataforma se lanzó en 2012. Ahora está disponible en más de 30 idiomas. InStat permite a los entrenadores acceder a estadísticas vinculadas a los videos de acciones de cualquier jugador del mundo. En 2016, se introdujo un método de seguimiento que proporciona a los equipos datos de estado físico y un modelo 2D del partido.
InStat abrió una oficina en América del Norte en Filadelfia en 2019.
Acuerdos recientes incluyen una asociación con HockeyTech para proporcionar datos de exploración de hockey sobre hielo. La empresa hizo un trato con la Central Collegiate Hockey Association en agosto de 2021.

## Servicios

### Explorador InStat
InStat Scout es una Plataforma digital para el análisis del rendimiento de equipos, jugadores y árbitros de todo el mundo en deportes como el fútbol, el hockey sobre hielo y el baloncesto. Brinda acceso a una amplia gama de estadísticas individuales y de equipo, como la precisión de los pases y muchas otras. La singularidad de la plataforma es que todas las estadísticas están vinculadas a los episodios de video. Por ejemplo, si se seleccionan los últimos cinco goles de cualquier jugador, inmediatamente los videos de los goles están al alcance de la mano.
Base de datos InStat Scout 5.0 de jugadores de fútbol y software de análisis en el mercado en 2020 con más de 150,000 jugadores en el sistema. Con InStat Scout 5.0, el acceso rápido a los parámetros principales está disponible: partidos, estadísticas de temporada, habilidades, jugadores, líderes de torneos, todo al mismo tiempo.

### Informes InStat
En general, hay tres opciones principales de informes disponibles: informes estadísticos, informes analíticos y de aptitud. Los informes proporcionados por InStat cubren las necesidades de un equipo profesional: los informes estadísticos de un partido tienen todos los datos ordenados para un usuario en un solo lugar: ya sea una jornada o todo el torneo. Los informes de condición física de todo el equipo o de cada jugador individualmente tienen como objetivo respaldar el nivel de gasto de energía de los deportistas y ayudan al cuerpo técnico a mantener la durabilidad de los jugadores durante la temporada. Finalmente, se pueden realizar informes analíticos sobre el próximo oponente para encontrar la posición o la profundidad del equipo y prepararse para los próximos partidos de la manera más rápida posible.

### Recorte automático InStat
InStat utiliza el material de archivo panorámico 4K, más tarde compatible con algoritmos especiales de IA para recortar el cuadro y mostrar a todos los jugadores de campo en la pantalla simultáneamente. Este metraje es superior al video de televisión, porque los entrenadores pueden ver a todos los jugadores en cualquier segundo del partido, mientras que un cámara normal sigue el balón y solo muestra a unos pocos jugadores en cualquier ángulo.

### Medios InStat
InStat ofrece apoyo a los medios con informes específicos para las emisoras, fuentes de datos en línea para la cobertura de televisión y acceso en línea a los datos a través de la aplicación móvil. Los medios tienen un gran impacto en las ligas donde las emisoras locales se niegan a crear sus propias hojas de tabla en pantalla con la puntuación. InStat genera creatividades automáticas para las necesidades de las ligas.
InStat proporciona datos a los socios de medios, que se utilizan en artículos de análisis de partidos y en retransmisiones en directo. Los datos en vivo son utilizados por la televisión y los sitios web para enriquecer la retransmisión.

### InStat TV
InStat ha estado filmando partidos durante más de 12 años. En 2018, InStat comenzó a trabajar como una empresa de radiodifusión y fundó una sucursal llamada InStat TV, firmó un contrato de 3 años con 380 partidos transmitidos por temporada con el Campeonato de fútbol ruso de segundo nivel. Desde entonces, InStat también firmó acuerdos de transmisión de rugby, fútbol sala y fútbol fuera de Rusia como son El Serie D del fútbol brasileño o La SuperLiga de Serbia.
En España en agosto de 2022, llega a un acuerdo con la RFEF para emitir su principal competición, la Primera Federación durante las tres próximas temporadas, superando así a Footters, a Fuchs Sports o incluso a Vodafone, también en el acuerdo se firmó las retransmisiones de los partidos de algunos clubes de la Segunda Federación.